# Тігак
Тігак — половецький хан (за іншою версією — бек). Представник роду Тертер-оба (Тертровичів, дурут). Син або близький родич хана Котяна, свояк короля Данила.
Разом із Котяном в 1239 році залишив причорноморські степи і перебрався до Угорщини. Після 1241 року повернувся на схід. Служив Данилу Романовичу під час битви під Ярославом та в поході на Литву у 1251—1252 роках. Видав доньку заміж за данилового сина (ймовірно Мстислава). На вимогу хана Золотої Орди був висланий на батьківщину. У 1256 році воював на стороні болгарів проти візантійців та кипчаків Клеопи.
Загинув від поранення в голову. Був похований у Чингульському кургані.